# Boom, Like That
Boom, Like That is een nummer van de Britse muzikant Mark Knopfler uit 2004. Het is de eerste single van zijn vierde soloalbum Shangri-La.

## Achtergrondinformatie
"Boom, Like That" gaat over de Amerikaanse ondernemer Ray Kroc, de man die McDonald's tot een wereldwijd fastfoodimperium heeft gemaakt. Knopfler kreeg het idee om een nummer over Kroc te maken nadat hij diens autobiografie had gelezen. 
Het nummer werd een kleine hit in het Verenigd Koninkrijk, waar het de 34e positie bereikte. De Nederlandse Top 40 of Tipparade werd niet bereikt, wel bereikte het nummer de 30e positie in de Nederlandse Single Top 100. In de Mega Top 50 van 3FM bereikte het nummer de 47e positie.

## Tracklijst
- Cd-single

1. "Boom, Like That"
2. "Summer of Love"

- Maxi cd-single

1. "Boom, Like That"
2. "Summer of Love"
3. "Who's Your Baby Now" (live)

- 7"

1. "Boom, Like That"
2. "Who's Your Baby Now" (live)